# Angeliera rivularis
Angeliera rivularis là một loài chân đều trong họ Microparasellidae. Loài này được Stock miêu tả khoa học năm 1985.